# Peter Willemsens
Peter Willemsens (Brecht, 31 augustus 1972) is een Belgisch voormalig professioneel veldrijder en wielrenner. Hij werd in 1992 wereldkampioen veldrijden bij de militairen.
Willemsens werd tweemaal tweede en tweemaal derde in het eindklassement van de GvA Trofee. Op de weg behaalde hij geen overwinningen.

## Belangrijkste overwinningen

### Veldrijden
| Seizoen   | Wereldbeker | Superprestige | GvA Trofee         | Kampioenschappen | Overige                           | Totaal aantal zeges |
| --------- | ----------- | ------------- | ------------------ | ---------------- | --------------------------------- | ------------------- |
| 1991-1992 |             |               | Lille              |                  | Zonnebeke, Leudelange             | 3                   |
| 1992-1993 |             |               |                    | Militairen       |                                   | 1                   |
| 1993-1994 |             |               | Brons              |                  | Ruiselede                         | 1                   |
| 1994-1995 |             |               | Hoogstraten,       |                  |                                   | 1                   |
| 1995-1996 |             |               | Ravels, Kalmthout, |                  |                                   | 2                   |
| 1996-1997 |             |               | Brons              |                  | Northallerton, Moerbeke           | 2                   |
| 1997-1998 |             |               | Hoogstraten        |                  | Leudelange, Differdange, Beuvry   | 4                   |
| 1998-1999 |             |               |                    |                  | Guernica, Baian, Eastway, Bergamo | 4                   |
| 1999-2000 |             | Middelkerke   |                    |                  | Oostende, Moerbeke, Eernegem      | 4                   |
| 2000-2001 |             |               |                    |                  |                                   | 0                   |

Ballat · Coudray · Friel · Herygers · Hirs · Ja. Jolidon · Jo. Jolidon · Šimůnek · Van Brecht  · Van Luchem · Way · Willemsens · Chassot (stagiair) · Powell (stagiair) · Van Der Borght (stagiair) 
Cattaneo · Chassot · Coudray · Daelmans · De Roose · Dierckxsens · Harnett · Hashikawa · Herygers · Hirs · Ja. Jolidon · Jo. Jolidon · Powell · Rubio · Šimůnek · Van Luchem · Way · Willemsens · Claeys (stagiair) · Vanconingsloo (stagiair) · Wuyts (stagiair)   